# 弁天通
弁天通（べんてんどおり）は、神奈川県横浜市中区の町名。現行行政地名は弁天通1丁目から弁天通6丁目（字丁目）で、住居表示未実施。面積は0.036km²。

## 地理
中区北西部の関内地区に位置し、南東から北西にかけての600mほどの市道（弁天通り）に沿った細長い町域をもつ。海に近い北東側は南仲通、南西側は太田町、南東端は日本大通に接する。県庁に近い南東側が1丁目であり、日本大通との境にみなと大通、各丁目の境を関内仲通（ベイスターズ通り）、関内桜通、関内大通、馬車道、博物館通が横切る。幕末の開港以来より横浜の商業の中心地の一つであり、オフィスビルや商店が立ち並ぶ。

## 歴史

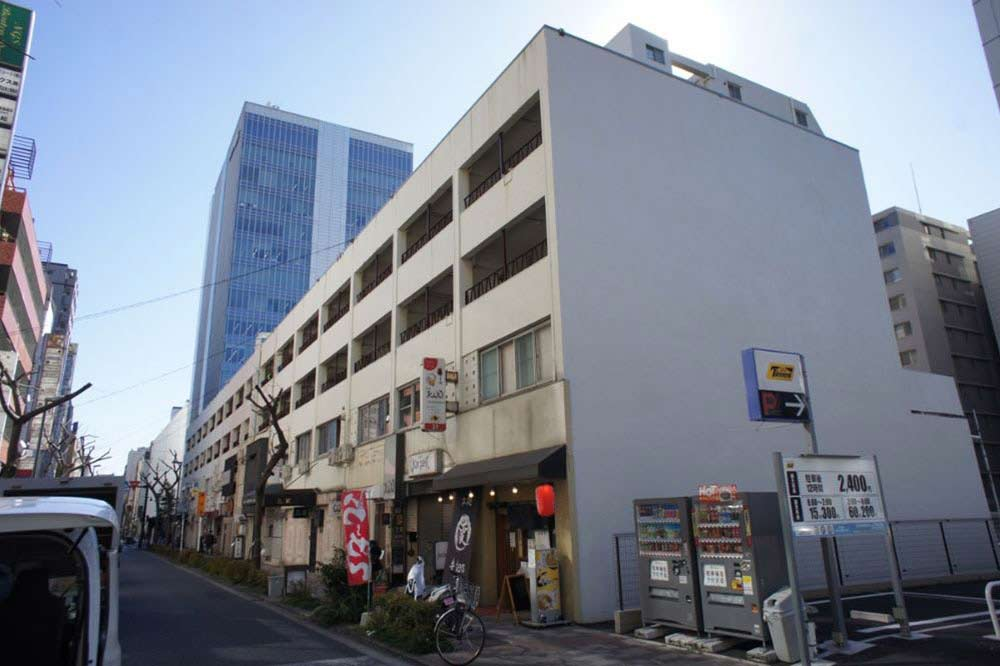
吉原慎一郎により設計された弁三ビル。横浜市では戦災復興を企図した公社と民間の共同ビルが盛んに建てられたが、弁三ビルはその第一号である

江戸時代末期からの地名で、1859年（安政6年）の横浜港開港に際し建設された日本人居住区の一角をなす。当初は北西から順に2～5丁目が置かれたが、1871年（明治4年）に南東から1～6丁目に改められた。当初は横浜町、1878年に横浜区、1889年（明治22年）4月1日に横浜市、1947年からは横浜市中区の町名となる。町名は横浜村の鎮守である洲干弁天社（現在の弁天橋東詰付近にあった）に通じる道沿いであったことに由来するが、同神社は1869年に中区羽衣町に遷座している。
2022年（令和4年）、神奈川県は弁天通1丁目から6丁目を県暴力団排除条例に基づき暴力団排除特別強化地域に指定した。

## 世帯数と人口
2025年（令和7年）3月31日現在（横浜市発表）の世帯数と人口は以下の通りである。秘匿の地域は合算で表記する。
| 丁目                      | 世帯数  | 人口  |
| ------------------------- | ------- | ----- |
| 弁天通1丁目・4丁目・5丁目 | 65世帯  | 81人  |
| 弁天通2丁目               | 82世帯  | 94人  |
| 弁天通3丁目               | 89世帯  | 150人 |
| 弁天通6丁目               | 164世帯 | 227人 |
| 計                        | 410世帯 | 552人 |

### 人口の変遷
国勢調査による人口の推移。
| 年                 | 人口 |
| ------------------ | ---- |
| 1995年（平成7年）  | 175  |
| 2000年（平成12年） | 275  |
| 2005年（平成17年） | 860  |
| 2010年（平成22年） | 690  |
| 2015年（平成27年） | 703  |
| 2020年（令和2年）  | 692  |

### 世帯数の変遷
国勢調査による世帯数の推移。
| 年                 | 世帯数 |
| ------------------ | ------ |
| 1995年（平成7年）  | 111    |
| 2000年（平成12年） | 198    |
| 2005年（平成17年） | 661    |
| 2010年（平成22年） | 480    |
| 2015年（平成27年） | 513    |
| 2020年（令和2年）  | 503    |

## 学区
市立小・中学校に通う場合、学区は以下の通りとなる（2024年11月時点）。
| 丁目        | 番地 | 小学校             | 中学校                 |
| ----------- | ---- | ------------------ | ---------------------- |
| 弁天通1丁目 | 全域 | 横浜市立本町小学校 | 横浜市立横浜吉田中学校 |
| 弁天通2丁目 | 全域 | 横浜市立本町小学校 | 横浜市立横浜吉田中学校 |
| 弁天通3丁目 | 全域 | 横浜市立本町小学校 | 横浜市立横浜吉田中学校 |
| 弁天通4丁目 | 全域 | 横浜市立本町小学校 | 横浜市立横浜吉田中学校 |
| 弁天通5丁目 | 全域 | 横浜市立本町小学校 | 横浜市立横浜吉田中学校 |
| 弁天通6丁目 | 全域 | 横浜市立本町小学校 | 横浜市立横浜吉田中学校 |

## 事業所
2021年現在の経済センサス調査による事業所数と従業員数は以下の通りである。
| 丁目        | 事業所数  | 従業員数 |
| ----------- | --------- | -------- |
| 弁天通1丁目 | 14事業所  | 312人    |
| 弁天通2丁目 | 69事業所  | 504人    |
| 弁天通3丁目 | 70事業所  | 383人    |
| 弁天通4丁目 | 49事業所  | 829人    |
| 弁天通5丁目 | 14事業所  | 233人    |
| 弁天通6丁目 | 33事業所  | 737人    |
| 計          | 249事業所 | 2,998人  |

### 事業者数の変遷
経済センサスによる事業所数の推移。
| 年                 | 事業者数 |
| ------------------ | -------- |
| 2016年（平成28年） | 194      |
| 2021年（令和3年）  | 249      |

### 従業員数の変遷
経済センサスによる従業員数の推移。
| 年                 | 従業員数 |
| ------------------ | -------- |
| 2016年（平成28年） | 2,563    |
| 2021年（令和3年）  | 2,998    |

## 交通
100mほど北東側に本町通りが並行し、その地下を走る横浜高速鉄道みなとみらい線日本大通り駅および馬車道駅が最寄りとなる。横浜市営地下鉄ブルーラインおよびJR根岸線関内駅・桜木町駅も徒歩圏内である。

## 施設
- 横浜銀行
- ホテルルートイン

## 経済

### 産業
かつて存在した企業
- 豊国火災保険横浜支店

## その他

### 日本郵便
- 郵便番号：231-0007[3]（集配局：横浜港郵便局[19]）

### 警察
町内の警察の管轄区域は以下の通りである。
| 丁目        | 番・番地等 | 警察署       | 交番・駐在所 |
| ----------- | ---------- | ------------ | ------------ |
| 弁天通1丁目 | 全域       | 加賀町警察署 | 本町交番     |
| 弁天通2丁目 | 全域       | 加賀町警察署 | 本町交番     |
| 弁天通3丁目 | 全域       | 加賀町警察署 | 本町交番     |
| 弁天通4丁目 | 全域       | 加賀町警察署 | 本町交番     |
| 弁天通5丁目 | 全域       | 加賀町警察署 | 本町交番     |
| 弁天通6丁目 | 全域       | 加賀町警察署 | 本町交番     |